# 瓦普莫乡
瓦普莫乡（羅馬化：va ap pur mop），是中华人民共和国四川省凉山彝族自治州越西县曾经下辖的一个乡。2021年1月12日，撤销瓦普莫乡，将原瓦普莫乡和原五里箐乡改古村、达支村、古木村、普提村、仁洪村、斯拉村、五里村、足吾村所属行政区域划归书古镇管辖。

## 行政区划
瓦普莫乡撤销前下辖以下地区：
觉莫村、瓦普莫村、伙祖吉村、木牛觉村和依呷村。